# إبراهيم بن سالم السبهان
الأمير إبراهيم السالم السبهان تولى إمارة حائل بعد سقوط حائل وذلك عقب توقيع تسليم حائل والذي تم بين الملك عبد العزيز والأمير إبراهيم السبهان عام 1921، والقاضي بتسليم المدينة له شريطة عدم إيذاء أي من أهلها وعدم تخريبها، بالإضافة إلى شروط أخرى. وهو ما وافق عليه الملك عبد العزيز فعيّن الأمير إبراهيم السالم السبهان أميراً لحائل.
قام الملك عبد العزيز عام 1923 بإعفاء الأمير إبراهيم السالم السبهان من إمارة حائل وولاه امارة المدينة المنورة، ثم وضع مكانه لامارة حائل الأمير عبد العزيز بن مساعد بن جلوي آل سعود.